# An Inspector Calls (toneelstuk)

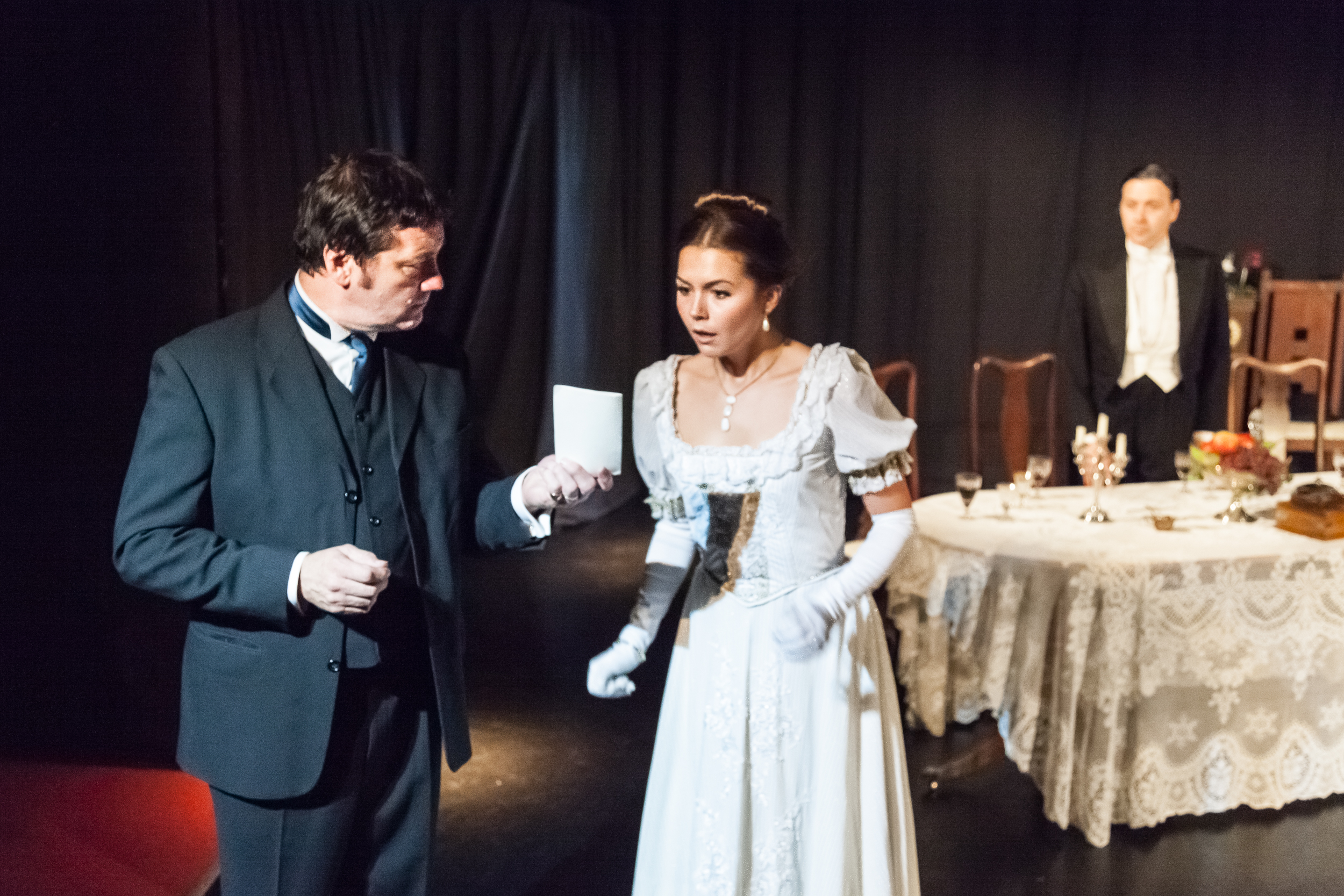
Scène uit An Inspector Calls (St Albans, 2012): inspecteur Goole toont Sheila, de dochter van de familie Birling, een foto van Eva Smith.

An Inspector Calls is een toneelstuk geschreven door de Engelse schrijver J.B. Priestley. Het stuk werd in 1945 voor het eerst opgevoerd in de Sovjet-Unie. De première in het Verenigd Koninkrijk was in 1946. Het is een van de bekendste stukken van Priestley en wordt gezien als een klassieker van het Engelse toneel uit het midden van de twintigste eeuw. 
Het stuk bestaat uit drie aktes, die zich afspelen op één avond in april 1912. Centraal staat de welvarende fabrikantenfamilie Birling, die in een fraai huis in de fictieve industriestad Brumley woont. De familie krijgt op de feestelijke verlovingsavond van de dochter des huizes bezoek van een man die zichzelf voorstelt als politie-inspecteur Goole. Hij ondervraagt de familie over de zelfmoord van Eva Smith, een jonge vrouw die als arbeidster in de fabriek van Birling heeft gewerkt. Tijdens de ondervraging wordt duidelijk dat alle familieleden (vader, moeder, zoon, dochter en aanstaande schoonzoon) een rol hebben gespeeld in de uitbuiting en sociale ondergang van Eva Smith, haar uiteindelijk aan haar lot hebben overgelaten en daardoor mogelijk medeverantwoordelijk zijn voor haar dood. 
Priestley koos voor zijn stuk de vorm van het Engelse 'drawing room theatre', waarbij de handeling zich afspeelt binnen de salonkamer van een gezin uit de upper class. Er wordt een relatie gelegd met Priestley's eigen socialistische politieke overtuigingen doordat hij deze victoriaanse theatervorm gebruikt om felle kritiek te leveren op de hypocrisie van de Engelse samenleving in het fin de siècle. 
An Inspector Calls is in 1954 verfilmd door Guy Hamilton en enkele malen bewerkt voor radio en tv. Het stuk wordt nog steeds regelmatig opgevoerd en is in het Verenigd Koninkrijk op veel middelbare scholen verplicht te lezen stof.
In het Nederlands taalgebied is het stuk minder vaak opgevoerd. In 2009 werd het gespeeld door Schoolbond theater Lier. In 2018 werd het gespeeld door theatergroep Suburbia in een vertaling van Chiara Tissen, onder de titel De inspecteur en het dode meisje.  